# 林玉銘
林玉銘（?—?），福建省福州府侯官縣人，清朝政治人物、進士出身。
光緒二十一年（1895年），参加光緒乙未科殿試，登進士二甲90名。同年五月，改翰林院庶吉士。光緒二十四年四月，散館，著以知县即用。